# Graphis insulana
Graphis insulana är en lavart som först beskrevs av Johannes Müller Argoviensis, och fick sitt nu gällande namn av Lücking & Sipman. Graphis insulana ingår i släktet Graphis och familjen Graphidaceae.   Inga underarter finns listade i Catalogue of Life.